# Parasitterne
Parasitterne er et skuespil fra 1929 skrevet af Carl Erik Soya. Stykket er en barsk karikatur om bedragere, der som parasitter lever af at snylte på andre, men som udgiver sig for at være almindelige mennesker. Det er blandt andet kendt fra DR's tv-udgave fra 1958.